# Harpullia cupanioides
Harpullia cupanioides är en kinesträdsväxtart som beskrevs av William Roxburgh. Harpullia cupanioides ingår i släktet Harpullia och familjen kinesträdsväxter. Inga underarter finns listade i Catalogue of Life.